# António Rosa
António Vítor Ramos Rosa (Faro, 17 de octubre de 1924-Lisboa, 23 de septiembre de 2013) fue un poeta portugués, también reconocido como dibujante.
Ramos Rosa estudió en Faro, y no terminó la educación secundaria por cuestiones de salud. En 1958 publica en el periódico A Voz de Loulé el poema "Os dias, sem matéria". En el mismo año sale su primer libro O Grito Claro, n.º 1 de la colección de poesía A Palavra, editada en Faro e dirigida por su amigo y también poeta Casimiro de Brito. Además en ese año inicia la publicación de la Cadernos do Meio-Dia, que en 1960 debe cerrarse por presiones políticas. 
Formó parte del Movimiento de Unidad Democrática.
La Biblioteca Municipal de Faro lleva su nombre.

## Premios
- Como escritor
  - Premio de la Bienal de Poesía de Liége, 1991
  - Premio Jean Malrieu para el mejor libro de poesía traducido en Francia, 1992
- Obra
  - Premio Fernando Pessoa, da Editorial Ática (Segundo Lugar), 1958 (por Viagem a través duma nebulosa)
  - Premio Nacional de Poesía, de la Secretaria de Estado de Información y Turismo, 1971 (por Nos seus olhos de silêncio)
  - Premio Literario de la Casa de Imprenta (Premio Literario), 1972 (por A pedra nua)
  - Premio de la Fundación de Hautevilliers para el Diálogo de Culturas (Premio de traducción), 1976 (por Algumas das Palavras: antologia de poesía de Paul Éluard)
  - Premio PEN Club Portugués de Poesía, 1980 (por O incêndio dos aspectos)
  - Premio Nicola de Poesía, 1986 (por Volante verde)
  - Premio Jacinto do Prado Coelho, del  Centro Portugués de la Asociación Internacional de Críticos Literarios, 1987 (por Incisões oblíquas)
  - Gran Premio de Poesía APE/CTT, 1989 (por Acordes)
  - Premio Municipal Eça de Queiroz, de la Cámara Municipal de Lisboa (Premio de Poesía), 1992 (por As armas imprecisas)
  - Gran Premio Sophia de Mello Breyner Andresen (Premio de Poesía), 2005 (por O poeta na rua. Antologia portátil)

## Obra
- 1958 - O Grito Claro
- 1960 - Viagem A través duma Nebulosa
- 1961 - Voz Inicial
- 1961 - Sobre o Rosto da Terra
- 1963 - Ocupação do Espaço
- 1964 - Terrear
- 1966 - Estou Vivo e Escrevo Sol
- 1969 - A Construção do Corpo
- 1970 - Nos Seus Olhos de Silêncio
- 1972 - A Pedra Nua
- 1974 - Não Posso Adiar o Coração (vol.I, de la Obra Poética)
- 1975 - Animal Olhar (vol. II, de la Obra Poética)
- 1975 - Respirar a Sombra (vol. III, de la Obra Poética)
- 1975 - Ciclo do Cavalo
- 1977 - Boca Incompleta
- 1977 - A Imagem
- 1978 - As Marcas no Deserto
- 1978 - A Nuvem Sobre a Página
- 1979 - Figurações
- 1979 - Círculo Aberto
- 1980 - O Incêndio dos Aspectos
- 1980 - Declives
- 1980 - Le Domaine Enchanté
- 1980 - Figura: Fragmentos
- 1980 - As Marcas do Deserto
- 1981 - O Centro na Distância
- 1982 - O Incerto Exacto
- 1983 - Quando o Inexorável
- 1983 - Gravitações
- 1984 - Dinâmica Subtil
- 1985 - Ficção
- 1985 - Mediadoras
- 1986 - Volante Verde
- 1986 - Vinte Poemas para Albano Martins
- 1986 - Clareiras
- 1987 - No Calcanhar do Vento
- 1988 - O Livro da Ignorância
- 1988 - O Deus Nu(lo)
- 1989 - Três Lições Materiais
- 1989 - Acordes
- 1989 - Duas Águas, Um Rio (en colaboración con Casimiro de Brito)
- 1990 - O Não e o Sim
- 1990 - Facilidade do Ar
- 1990 - Estrías
- 1991 - A Rosa Esquerda
- 1991 - Oásis Branco
- 1992 - Pólen- Silêncio
- 1992 - As Armas Imprecisas
- 1992 - Clamores
- 1992 - Dezassete Poemas
- 1993 - Lâmpadas Com Alguns Insectos
- 1994 - O Teu Rosto
- 1994 - O Navio da Matéria
- 1994 - El arco de hojas (traducción y entrevista de Eugenio Montejo, col. Palimpsesto, Carmona, 1994)
- 1995 - Três
- 1996 - Delta
- 1996 - Figuras Solares

## Obras traducidas al español
- Ciclo del caballo. Editorial Pre-Textos. 1985.
- Facilidad del aire. Ediciones del Oriente y del Mediterráneo. 1998.
- Patria soberana / Nueva ficción. Juan Pablos Editor / Ediciones Sin Nombre. 1999.
- La herida intacta. Ediciones Sequitur. 2009.

## Revistas en las que colaboró
- 1952 -1954 - Árvore
- 1956 - Cassiopeia
- 1958 -1960 - Cadernos do Meio-dia
- Esprit
- Europa Letteraria
- Colóquio-Letras
- Ler
- O Tempo e o Modo
- Raíz & Utopia
- Seara Nova
- Sílex
- Revista Vértice

## Periódicos en los que colaboró
- A Capital
- Artes & Letras
- Comércio do Porto
- Diário de Lisboa
- Diário de Notícias
- Diário Popular
- O Tempo